# Angelo Houssou
 (novembre 2017).
Angelo Houssou est  un magistrat béninois. Il est le juge d'instruction qui a publié une ordonnance de non lieu, dans le dossier des accusations gouvernementales contre l'homme d'affaires Patrice Talon qui était accusé de tentative d'empoisonnement du Président de la république Boni Yayi,. Angelo Houssou est arrêté à la frontière avec le Nigéria, le soir de sa publication de son ordonnance de non lieu. Reconduit à son domicile à Cotonou, il y est placé  en « résidence surveillée ». Il parvient à s'enfuir et part aux États-Unis. Vers mi-2015, il rentre au Bénin, puis devient un conseiller proche du nouveau président de la république, élu en avril 2016, Patrice Talon qui avait bénéficié de l'ordonnance de non lieu.